# Каллен, Морис
Морис Каллен (англ. Maurice Galbraith Cullen, 6 июня 1866 — 28 марта 1934) — канадский художник-пейзажист, писавший в манере импрессионизма.
Морис Каллен родился на острове Ньюфаундленд в городе Сент-Джонс. В 1870 году Каллен вместе со своей семьей переехал в Монреаль, где и начал своё художественное образование в художественной школе при Художественно-промышленном совете Монреаля у скульптора Луи-Филиппа Эбера.
Как и многие другие художники своего поколения, он отправился в Париж для продолжения художественного образования. После приезда в Париж в 1889 году начал учиться в Школе изящных искусств, где его учителями стали, как и у Пол Пила, французские художники академического направления Жан-Леон Жером и Эли Делоне. Но когда Каллен вернулся в Монреаль к 1895 году, он уже исповедовал принципы французского импрессионизма.
Работая в жанре пейзажа, он со временем стал истинным летописцем Монреаля. Особенно удавались ему сумеречные или ночные сцены с неизменно мерцающими огнями. Также замечательно получались у Каллена и зимние пейзажи — он один из великих художников заснеженной Канады. Как и его коллега и друг Джеймс Уилсон Моррис, Морис Каллен со временем становится одной из главных фигур в канадском искусстве.
Его дарование было романтическим — ему удавалось «схватить» свет и настроение. На некоторые из его работ оказал влияние Уильям Блэйр Брюс, у которого Каллен часто бывал в 1892-94 годах в Грёз. Каллен, в свою очередь, повлиял на многих из своих учеников, когда в течение многих лет преподавал в Художественном обществе Монреаля, особенно большое влияние он оказал на Сюзор-Котэ, мастерская которого находилась в то же здании, что и студия Мориса Каллена

## Избранные картины художника

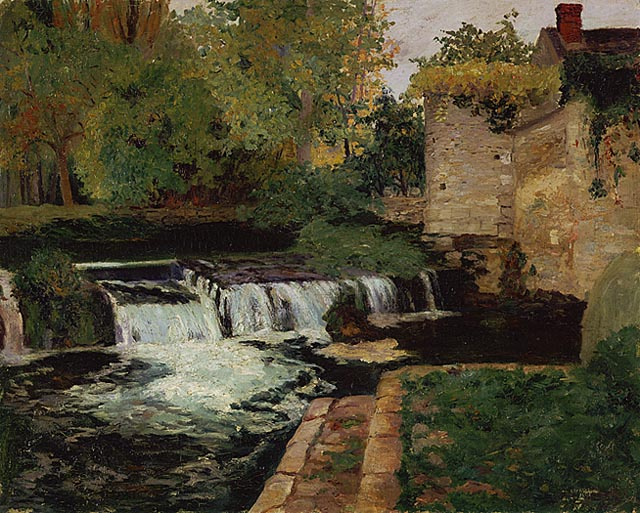
Речной поток, 1895, Национальная галерея Канады
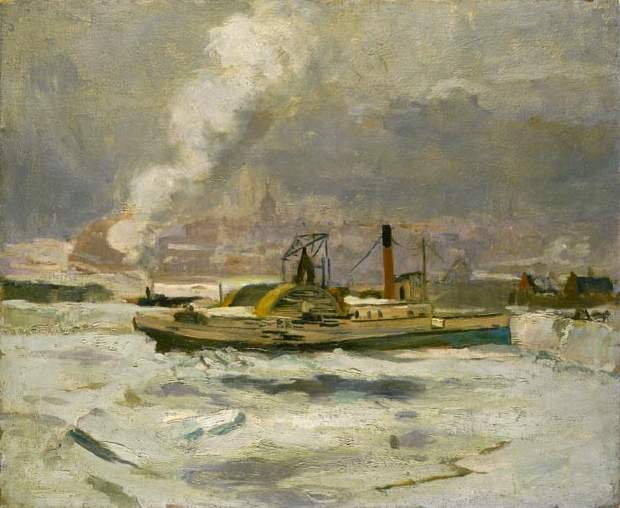
Старый паром, 1897, Национальная галерея Канады
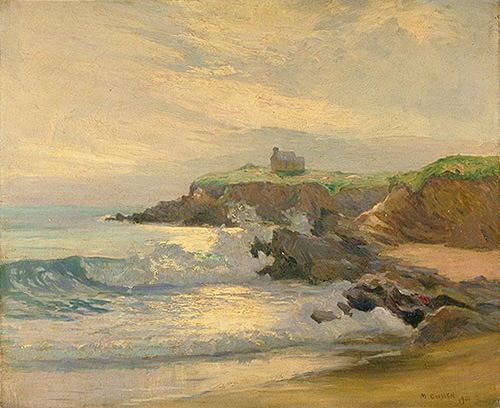
Морской прилив, 1901, Национальный музей изобразительных искусств (Квебек)
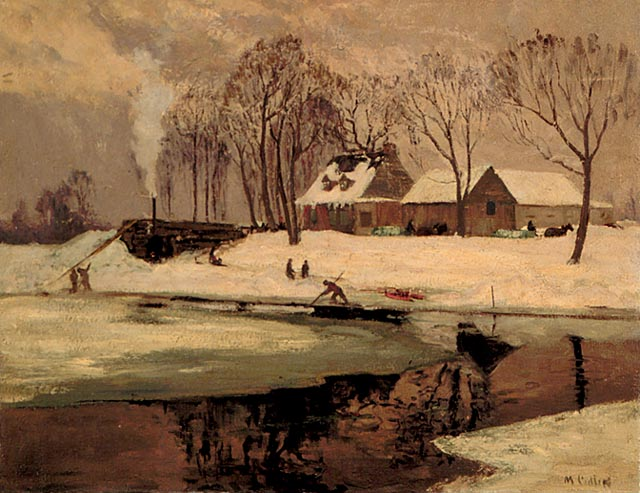
Ломка льда, 1914, Национальная галерея Канады
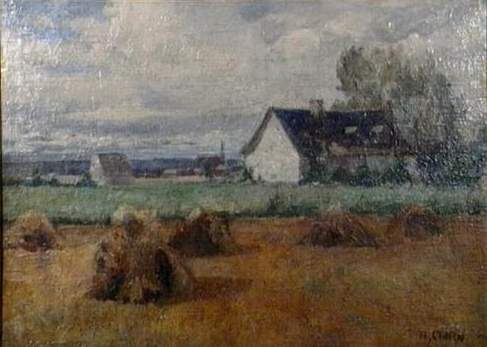
Пейзаж, Музей цивилизации, Квебек
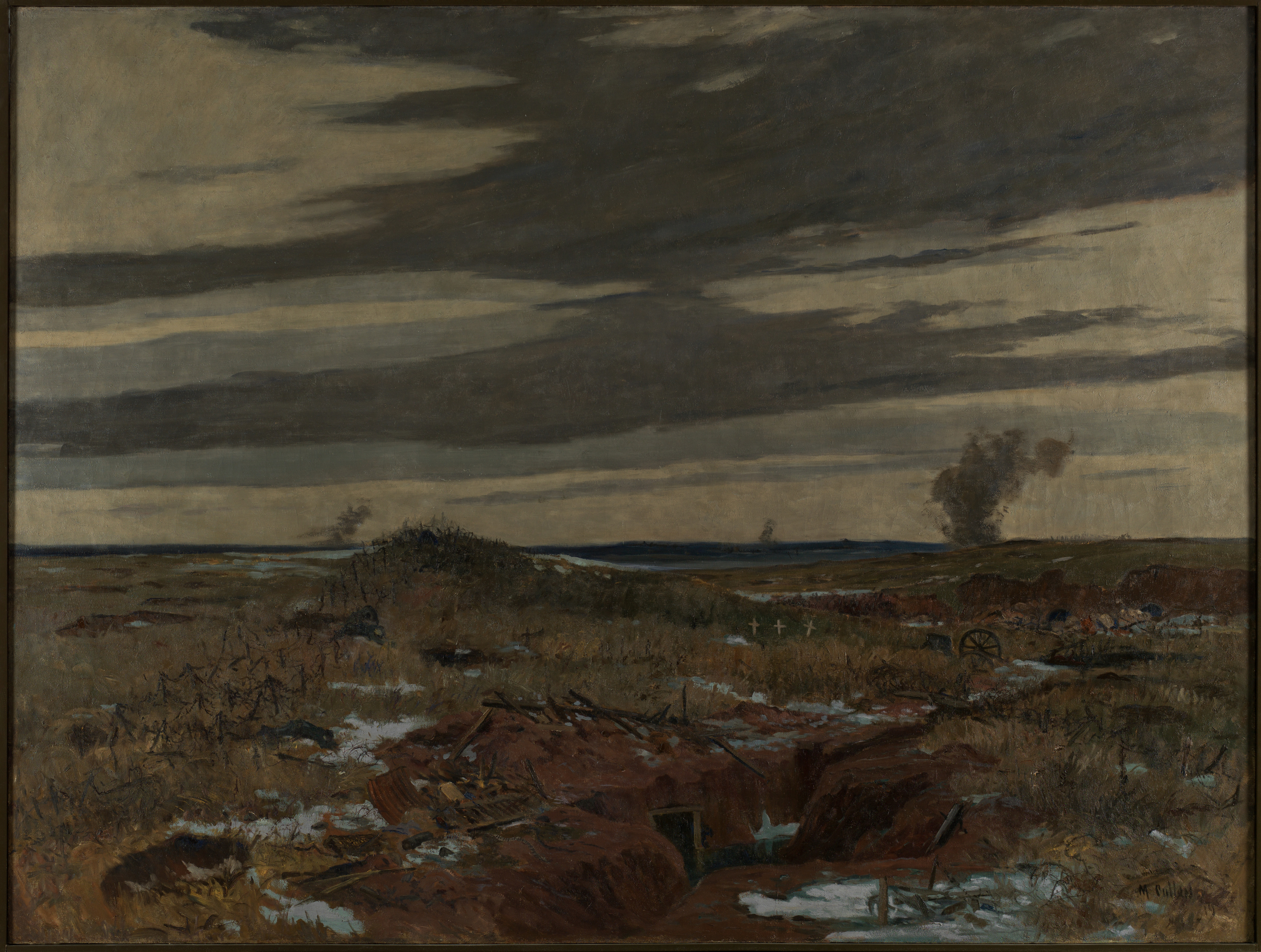
Безлюдная земля, 1920, Канадский военный музей
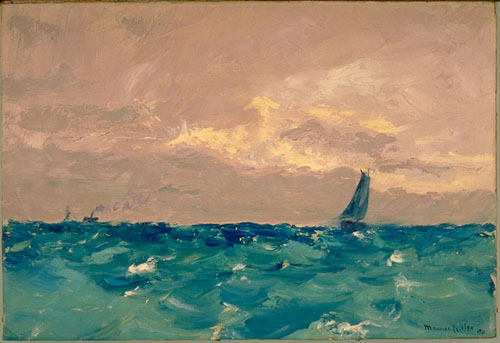
Море, 1890, Монреальский музей изящных искусств
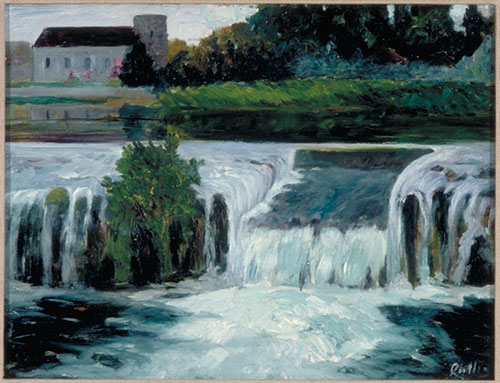
Пейзаж, 1890, Монреальский музей изящных искусств